# Bilgi
Bilgi è una suddivisione dell'India, classificata come town panchayat, di 15.464 abitanti, situata nel distretto di Bagalkot, nello stato federato del Karnataka. In base al numero di abitanti la città rientra nella classe IV (da 10.000 a 19.999 persone).

## Geografia fisica
La città è situata a 16° 21' 14 N e 75° 38' 52 E.

## Società

### Evoluzione demografica
Al censimento del 2001 la popolazione di Bilgi assommava a 15.464 persone, delle quali 7.807 maschi e 7.657 femmine. I bambini di età inferiore o uguale ai sei anni assommavano a 2.453, dei quali 1.287 maschi e 1.166 femmine. Infine, coloro che erano in grado di saper almeno leggere e scrivere erano 8.932, dei quali 5.176 maschi e 3.756 femmine.